# Нежеголь (группа)
Нежеголь — российская паган-метал группа из города Шебекино, сольный проект музыканта по имени Александр. Названа в честь одноименной реки.

## История
В 2004 году Александр создает две демозаписи, реализация которых была осуществлена посредством публикации в интернете.
В августе 2005 года была закончена работа над альбомом От сердца к солнцу, которая велась начиная с весны того же года. Альбом вышел лимитированным изданием в количестве 500 копий на лейбле Ancient Nation Productions.
В 2006 году на лейбле «Armour Get Dawn» выходит альбом «Маршем Грома в Парад Осенних Ночей», ставший новым уровнем в творчестве Александра, использующего широкий перечень инструментальных новшеств.
В 2007 году на лейбле «Armour Get Dawn» выходит альбом «Копится Ярость».
В 2008 году на лейбле «Lost Reich Records» выходит альбом «Истоки». Кроме семи оригинальных, в альбоме была дополнительная кавер-композиция группы Burzum «Lost Wisdom».
В 2009 году на лейбле «Lost Reich Records» в количестве 300 копий выходит лимитированное издание в формате CD-R с профессиональным оформлением двух первых демо записей Нежеголь «Край» и «На Севере Мира», дополненное версией песни «Absurd» — «Stahl Blitz Kalt».
В 2010 году Александр, объединившись с тверской группой М8Л8ТХ, совместными усилиями выпускают сплит «Молодежь Вотана», где от «Нежеголи» были представлены четыре трека, вышедшие в ранних альбомах, и перезаписанные в этом сплите «Хель», «Маршем Грому» «Солнца Лучи». Сплит был записан на студии сразу обеими командами. Состав «Нежеголи» был расширен участниками М8Л8ТХа, благодаря чему песни приобрели более качественное звучание.
В 2012 году на лейбле «Lost Reich Records» выходит полноформатный альбом «Асгарда Рейд», который был заявлен еще в 2010 году, но из-за некоторых проблем с португальским лейблом «Fronteuropa Records», вышел только через два года. Лирика для этого альбома писалась как самим Александром, так и Алексеем Левкиным из М8Л8ТХ. В основу одной из композиций, «Вечная земля под нашими ногами», была положена былина «Песни Амергина», которая, как считается, была написана в XIII веке до нашей эры.
В 2022 выходит альбом «Молодежь» на лейбле «Militant Zone».
Музыканты российских ультраправых музыкальных проектов, в частности M8L8TH, My Skin Is Multicam, Ares и «Нежеголь» входят в Русский добровольческий корпус (РДК).

## Состав
Александр — музыка, лирика, вокал.

## Дискография
| Год  | Название                           | Примечания            |
| ---- | ---------------------------------- | --------------------- |
| 2004 | Край                               | Демо                  |
| 2004 | На Севере Мира                     | Демо                  |
| 2005 | От Сердца к Солнцу                 | Полноформатный альбом |
| 2006 | Маршем Грома в Парад Осенних Ночей | Полноформатный альбом |
| 2007 | Копится Ярость                     | Полноформатный альбом |
| 2008 | Истоки                             | Полноформатный альбом |
| 2011 | WotanJugend                        | Сплит-Альбом          |
| 2012 | Асгарда Рейд                       | Полноформатный альбом |
| 2014 | Украина                            | Сингл                 |
| 2015 | Клич Молодости                     | Компиляция            |
| 2020 | Зори                               | Сингл                 |
| 2022 | На могилах героев                  | Сингл                 |
| 2022 | Молодёжь                           | Полноформатный альбом |
| 2024 | Солнцестояние                      | Сингл                 |
| 2024 | FPV на Волчанск!                   | Сингл                 |
| 2024 | WotanJugend 2.0                    | Альбом-коллаборация   |

## Критика
Нежеголь, как и другие российские NSBM-группы, критикуются в России как распространяющие нацистскую пропаганду. Алексей Левкин, основатель группы M8l8th, комментируя такие музыкальные проекты как M8l8th, «Нежеголь» и «Шепот рун», отрицает их принадлежность к нацистской идеологии, утверждая, что основа их музыки обращается к европейской, в частности, древней европейской